# FDGB-Pokal der Jugend 1956
Der FDGB-Pokal der Jugend 1956 war die 5. Auflage des nunmehr höchsten Fußball-Pokalwettbewerbs der Altersklasse 14–16 auf dem Gebiet der DDR, der vom FDGB in Verbindung mit dem Jugendausschuss der Sektion Fußball der DDR veranstaltet und durchgeführt wurde. Er begann am 8. April 1956 mit der Qualifikation und endete am 21. Mai 1956 mit dem Finale beim Endrundenturnier im sächsischen Görlitz. Dabei setzte sich der SC Motor Jena nach einem 3:1 im Finale gegen die BSG Chemie Fürstenwalde durch.
Der FDGB-Pokal der Jugend, war bei den ersten vier Auflagen ein Wettbewerb für die A-Jugend, bei denen ursprünglich die jeweils beste Mannschaft jeder Sportvereinigung auf dem Gebiet der DDR ihren Gesamtpokalsieger ermitteln sollten. Da dies nur unzureichend ausgeübt wurde, übergab man den Wettbewerb mit neuer Ausrichtung an die B-Jugend, in Anlehnung an den Junge Welt-Pokal der A-Jugend.

## Teilnehmende Mannschaften
Am FDGB-Pokal der Jugend (B-Jugend) für die Altersklasse (AK) 14–16 nahmen folgende Pokalsieger bzw. dessen Vertreter der 14 Bezirke auf dem Gebiet der DDR sowie aus Ost-Berlin teil. Spielberechtigt waren Spieler bis zum 16. Lebensjahr (Stichtag: 1. September 1939 bis 31. Mai 1941).
Folgende Mannschaften qualifizierten sich für den FDGB-Pokal der Jugend:
| - Bezirk Rostock BSG Motor Wolgast - Bezirk Schwerin BSG Einheit Güstrow - Bezirk Neubrandenburg BSG Lokomotive Altentreptow - Bezirk Potsdam BSG Motor Süd Brandenburg - Ost-Berlin SG Köpenick | - Bezirk Frankfurt (Oder) BSG Chemie Fürstenwalde - Bezirk Magdeburg BSG Einheit Burg - Bezirk Halle BSG Chemie Bernburg - Bezirk Leipzig SC Lokomotive Leipzig - Bezirk Cottbus BSG Fortschritt Guben | - Bezirk Dresden BSG Turbine Görlitz - Bezirk Karl-Marx-Stadt BSG Fortschritt Falkenstein - Bezirk Erfurt BSG Motor Eisenach - Bezirk Gera SC Motor Jena - Bezirk Suhl BSG Motor Steinach |

## Qualifikation

### Modus
Die Qualifikation wurde im K.-o.-System ausgetragen und es wurde versucht, in 60 Minuten einen Gewinner auszuspielen. War danach kein Sieger gefunden, wurde ein Wiederholungsspiel mit getauschtem Heimrecht angesetzt. Wurde auch hier kein Sieger ermittelt, entschied das Los. Die Sieger der 2. Hauptrunde qualifizierten sich für das Endrundenturnier in Görlitz zu Pfingsten.

### 1. Hauptrunde
| Datum                   |                             | Ergebnis |                             |
| ----------------------- | --------------------------- | -------- | --------------------------- |
| So 08. April, 14:00 Uhr | BSG Motor Wolgast           | 0:1      | SG Köpenick                 |
| So 08. April, 14:00 Uhr | BSG Fortschritt Guben       | 0:0      | BSG Turbine Görlitz         |
| So 08. April, 14:00 Uhr | BSG Motor Eisenach          | 2:5      | SC Motor Jena               |
| So 08. April, 14:00 Uhr | BSG Chemie Bernburg         | 3:2      | BSG Fortschritt Falkenstein |
| So 08. April, 14:00 Uhr | BSG Lokomotive Altentreptow | 2:0      | BSG Motor Steinach          |
| So 08. April, 14:00 Uhr | BSG Einheit Burg            | 1:2      | BSG Chemie Fürstenwalde     |
| So 08. April, 14:00 Uhr | BSG Motor Süd Brandenburg   | 1:2      | SC Lokomotive Leipzig       |
| Freilos:                | BSG Einheit Güstrow         |          |                             |

 Wiederholungsspiel 
| Datum                   |                     | Ergebnis |                       |
| ----------------------- | ------------------- | -------- | --------------------- |
| So 15. April, 14:00 Uhr | BSG Turbine Görlitz | :        | BSG Fortschritt Guben |

### 2. Hauptrunde
| Datum                   |                         | Ergebnis |                             |
| ----------------------- | ----------------------- | -------- | --------------------------- |
| So 22. April, 14:00 Uhr | BSG Chemie Fürstenwalde | 4:1      | BSG Einheit Güstrow         |
| So 22. April, 14:00 Uhr | BSG Turbine Görlitz     | 3:1      | BSG Lokomotive Altentreptow |
| So 22. April, 14:00 Uhr | SG Köpenick             | 0:1      | BSG Chemie Bernburg         |
| So 22. April, 14:00 Uhr | SC Motor Jena           | 3:2      | SC Lokomotive Leipzig       |

## Endrundenturnier
Das Endrundenturnier fand vom 20. bis 21. Mai in Görlitz (Bezirk Dresden) im Stadion der Freundschaft statt.

### Halbfinale
Die Lose für die beiden Halbfinalpartien, zogen die beiden sowjetischen Radrennfahrer Nikolai Kolumbet und Pawel Wostrjakow nach der 5. Etappe der Internationale Friedensfahrt 1956.
| Datum                 |                         | Ergebnis |                     |
| --------------------- | ----------------------- | -------- | ------------------- |
| So 20. Mai, 14:00 Uhr | SC Motor Jena           | 4:1      | BSG Chemie Bernburg |
| So 20. Mai, 16:00 Uhr | BSG Chemie Fürstenwalde | 3:0      | BSG Turbine Görlitz |

### Spiel um Platz 3
Das Spiel um Platz 3 fand vor 2.500 Zuschauern statt.
| Datum                 |                     | Ergebnis |                     |
| --------------------- | ------------------- | -------- | ------------------- |
| Mo 21. Mai, 14:25 Uhr | BSG Chemie Bernburg | 3:0      | BSG Turbine Görlitz |

### Finale
Das Finale fand anschließend vor 2.500 Zuschauern statt und wurde vom Oberliga-Schiedsrichter Hans Haack aus Karl-Marx-Stadt geleitet.
| Datum                 |               | Ergebnis |                         |
| --------------------- | ------------- | -------- | ----------------------- |
| Mo 21. Mai, 16:30 Uhr | SC Motor Jena | 2:1      | BSG Chemie Fürstenwalde |